# カルフーン郡 (ウェストバージニア州)
カルフーン郡（英: Calhoun County）は、アメリカ合衆国ウェストバージニア州の中央部に位置する郡である。2010年国勢調査での人口は7,627人であり、2000年の7,582人から0.6%増加した。郡庁所在地はグランツビル町（人口561人）であり、同郡で唯一の法人化町でもある。カルフーン郡は1856年に設立され、郡名はサウスカロライナ州出身の政治家ジョン・カルフーンに因んで名付けられた。

## 地理
アメリカ合衆国国勢調査局に拠れば、郡域全面積は281平方マイル (727.8 km2)であり、このうち陸地281平方マイル (727.8 km2)、水域は0平方マイル (0 km2)で水域率は0.01%である。

### 主要高規格道路
- アメリカ国道33号線/アメリカ国道119号線
- ウェストバージニア州道5号線
- ウェストバージニア州道16号線

### 隣接する郡
- リッチー郡 - 北
- ギルマー郡 - 東
- ブラクストン郡 - 南東
- クレイ郡 - 南
- ローン郡 - 西
- ワート郡 - 北西

## 人口動態
以下は2000年国勢調査による人口統計データである。
| 基礎データ - 人口: 7,582人 - 世帯数: 3,071 世帯 - 家族数: 2,201 家族 - 人口密度: 10人/km2（27人/mi2） - 住居数: 3,848軒 - 住居密度: 5軒/km2（14軒/mi2） 人種別人口構成 - 白人: 98.91% - アフリカン・アメリカン: 0.11% - ネイティブ・アメリカン: 0.30% - アジア人: 0.11% - 太平洋諸島系: 0.01% - その他の人種: 0.13% - 混血: 0.44% - ヒスパニック・ラテン系: 0.55% 年齢別人口構成 - 18歳未満: 22.4% - 18-24歳: 8.0% - 25-44歳: 25.9% - 45-64歳: 27.1% - 65歳以上: 16.7% - 年齢の中央値: 41歳 - 性比（女性100人あたり男性の人口） - 総人口: 99.7 - 18歳以上: 98.3 | 世帯と家族（対世帯数） - 18歳未満の子供がいる: 28.9% - 結婚・同居している夫婦: 57.0% - 未婚・離婚・死別女性が世帯主: 10.3% - 非家族世帯: 28.3% - 単身世帯: 24.9% - 65歳以上の老人1人暮らし: 12.3% - 平均構成人数 - 世帯: 2.46人 - 家族: 2.91人 収入と家計 - 収入の中央値 - 世帯: 21,578米ドル - 家族: 26,701米ドル - 性別 - 男性: 25,609米ドル - 女性: 14,304米ドル - 人口1人あたり収入: 11,491米ドル - 貧困線以下 - 対人口: 25.1% - 対家族数: 19.1% - 18歳未満: 29.4% - 65歳以上: 24.9% |

## 都市と町

### 法人化町
- グランツビル町 - 郡庁所在地

次のリストは郡内の未編入町であるが、これで全てではない。

### 未編入の町
| - アダム - アルタイザー - アナモリア - アーノルズバーグ - エアーズ - ビーチ - ビッグスプリングス | - ビッグベンド - カボットステーション - クロー - クレモ - ドードリル - ダグラス - ユークリッド | - ファイブフォークス - フリード - ハサウェイ - ハッティ - ヘンリエッタ - ハー - ジョーカー | - レザーバーク - リバティヒル - ミルストーン - ミロ - ミノラ - マウントザイオン - マッドフォーク | - ナイカット - ノーブ - オーケイ - オーマ - ピンク - プレザントヒル - パーディ | - ローダ - リチャードソン - ラセット - サンドリッジ - スティンソン - シカモア - ホワイトパイン |

## 見どころ
郡内には5つの公共公園がある。クローのウェストバージニア州道16号線沿いにあるアッパーウェストフォーク公園、アーノルズバーグのアメリカ国道33号線沿いにあるウェストフォーク公園、バージニア州道16号線沿いにあるマウントザイオン公園とカルフーン郡公園などである。
毎年4月にはランプ祭、6月にはウェストバージニア樹木祭、5月と8月にはブルーグラス祭、9月にはウェストバージニア糖蜜祭、10月には10月祝祭が開催されている。また、12月第1週には郡庁舎でホームタウン・カントリー・クリスマス・クラフトのショーが開催されている。
郡内にマウントザイオン・ドライブインがある。これは国内に数少なくなったドライブインシアターの1つである。カルフーン郡図書館には州内でも最大級の系譜学収集品がある。この図書館には「ウェストバージニア州の部屋」があり、ウェストバージニア州と州民に関する書籍が集められている。